# Ferdinand von Kummer

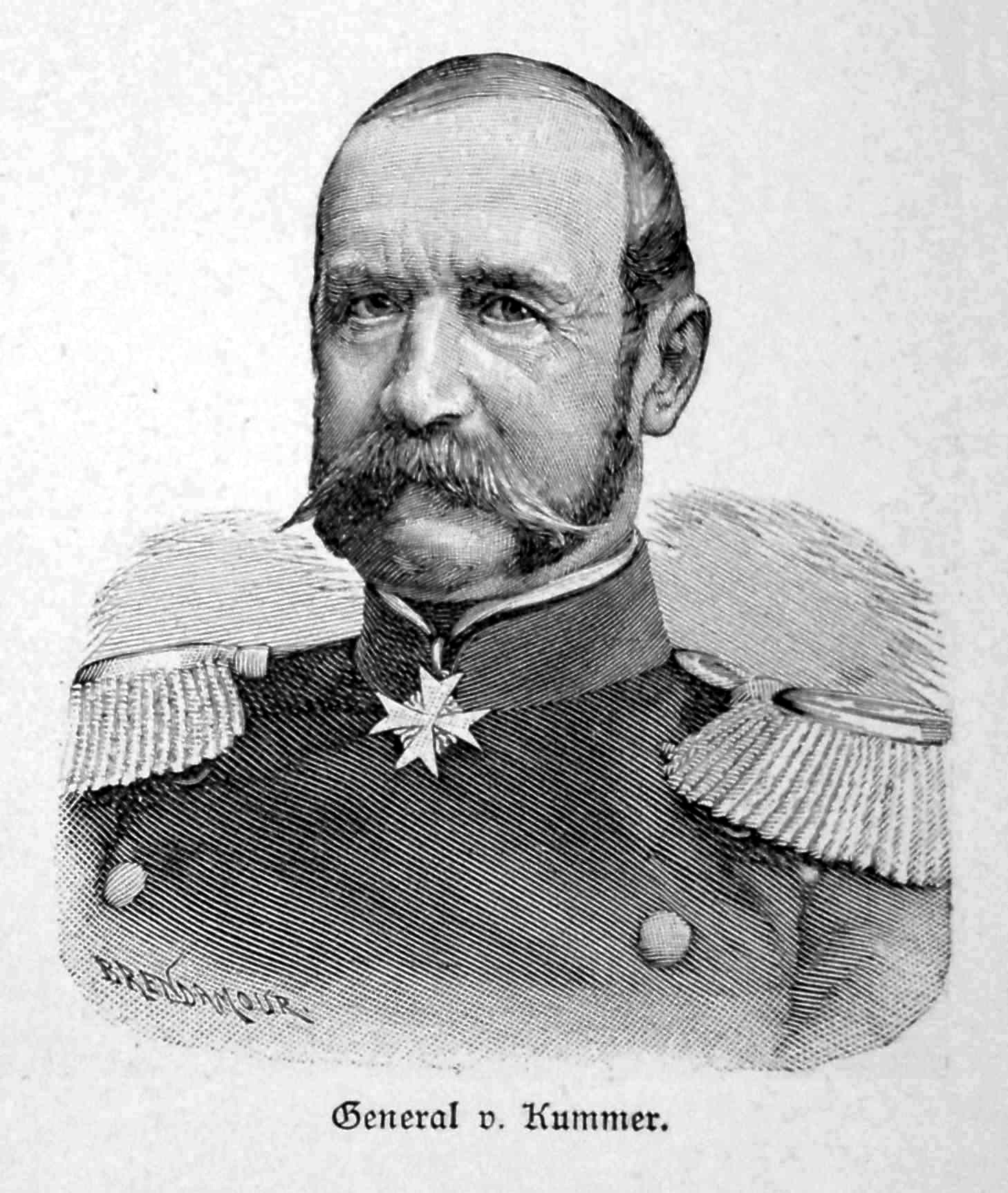
Tướng von Kummer

Rudolf Ferdinand von Kummer (sinh ngày 11 tháng 4 năm 1816 tại Szelejewo (tỉnh Posen); mất ngày 3 tháng 5 năm 1900) là một sĩ quan quân đội Phổ, được thăng quân hàm Thượng tướng Bộ binh. Ông đã tham gia chỉ huy quân sĩ trong cuộc Chiến tranh Áo-Phổ (1866) với tư cách là một sĩ quan và Chiến tranh Pháp-Đức (1870 – 1871) trên cương vị là một tư lệnh cấp sư đoàn.

## Cuộc đời
Vào năm 1834, Kummer đã gia nhập Trung đoàn Bộ binh số 1 và vào năm 1834 ông lên cấp sĩ quan. Đến năm 1848, với tư cách là một Đại úy và Sĩ quan tham mưu, ông đã tham gia trong một số trận đánh với quân nổi dậy Ba Lan. Sau khi cuộc nổi dậy bị dập tắt, ông được ủy nhiệm vào Ủy ban tái cấu trúc (Reorganisationskommission) tỉnh Posen.
Sau khi lên quân hàm Thiếu tá vào năm 1855, ông lại được bổ nhiệm làm sĩ quan tham mưu của Sư đoàn số 10. Sau này, ông đã được thuyên chuyển sang Quân đoàn Vệ binh. Vào năm 1860, ông được thăng quân hàm Thượng tá và bổ nhiệm làm Tham mưu trưởng của Quân đoàn I đóng quân tại Königsberg. Không lâu sau đó, ông lại được thuyên chuyển sang Quân đoàn Vệ binh. Trong lực lượng Vệ binh, ông đã được phong hàm Đại tá vào năm 1861. Từ năm 1864 cho đến năm 1865, ông chỉ huy Trung đoàn Bộ binh Bắn súng trường số 37]], đóng quân tại Posen. Tiếp theo đó, ông được bổ nhiệm làm chỉ huy của Lữ đoàn Bộ binh số 25 tại Münster, và đến năm 1865, ông chỉ huy lữ đoàn này với quân hàm Thiếu tướng. Trong cuộc Chiến tranh nước Đức năm 1866, ông thống lĩnh lữ đoàn của mình tham gia trong Binh đoàn Main (Mainarmee) trong Chiến dịch Main chống lại quân của Liên minh Đức.
Vào năm 1868, ông được cử làm thanh tra của đội quân chiếm đóng Mainz và lên quân hàm Trung tướng.

## Chiến tranh Pháp-Đức
Vào ngày 10 tháng 8 năm 1870, tướng Von Kummer được ủy nhiệm làm Tư lệnh của Sư đoàn Trừ bị số 3, và cùng với sư đoàn của mình ông đã tham gia bao vây Metz cho tới khi pháo đài này đầu hàng. Sư đoàn của ông đã tham gia chiến đấu trong trận đánh quyết liệt ở Noisseville (31 tháng 8 – 1 tháng 9 năm 1870), nơi quân đội Đức bẻ gãy một cuộc phá vây của quân Pháp từ Metz. Ngoài ra, các lực lượng dưới quyền ông cũng giữ gánh nặng chính trong giao tranh ở trận Bellevue vào ngày 7 tháng 10 năm 1870, nơi một cuộc phá vây khác của quân Pháp từ Metz bị đẩy lùi. Sau khi quân Đức chiếm được Metz vào ngày 27 tháng 10, ông được ủy nhiệm làm trấn thủ pháo đài Metz cho đến ngày 6 tháng 11. Sư đoàn Trừ bị số 3 – một lực lượng dân vệ – đã được giao nhiệm vụ vận chuyển tù binh và trở về quê nhà. Trong khi đó, vào ngày 27 tháng 10 năm 1870 Kummer trở thành Tư lệnh của Sư đoàn số 15.
Sư đoàn mới của ông là một bộ phận của Quân đoàn VIII (một phần thuộc Binh đoàn thứ nhất) chiến đấu tại miền Bắc nước Pháp. Ở đây, ông đã chiến đấu thắng lợi trong trận Amiens và trận Hallue, tiến quân tới Bapaume, và tham chiến trong trận Bapaume. Trong trận chiến này, người ta nhìn thấy ông chỉ huy binh sĩ ở các tuyến đầu, dấn thân vào làn đạn của Pháp, và một trong các sĩ quan phụ tá của ông đã bị thương. Cống hiến của ông trong chiến thắng này đã khiến cho ông được tặng thưởng Huân chương Quân công với Lá sồi. Sau đó, thắng lợi quyết định của người Đức tại St. Quentin vào ngày 19 tháng 1 năm 1871 đã chấm dứt cuộc chiến đấu ở miền Bắc Pháp.

## Sau năm 1871
Sau khi hòa bình được lập lại, Kummer tới Köln để chỉ huy sư đoàn của mình. Đồng thời, ông được bổ nhiệm làm Thống đốc của Phổ tại thành phố này vào tháng 10 năm 1873. Đến tháng 1 năm 1875, ông được phong quân hàm Thượng tướng Bộ binh. Vào năm 1877, ông nghỉ hưu. Ông từ trần vào ngày 3 tháng 5 năm 1900.